# Gea (ö)
Gea är en ö i Marshallöarna.   Den ligger i kommunen Kwajalein, i den västra delen av Marshallöarna, 500 km väster om huvudstaden Majuro. Arean är 0,14 kvadratkilometer.
Terrängen på Gea är platt. Öns högsta punkt är 18 meter över havet.